# 내추럴 보이즈
내추럴 보이즈(Natural Boys)는 한국에서 제작된 백윤석 감독의 2005년 영화이다. 오대환 등이 주연으로 출연하였고 백윤석 등이 제작에 참여하였다.

## 출연

### 주연
- 오대환
- 민동환
- 배성근

## 제작진
- 음향: 채은혜
- 동시녹음: 여인원
- 미술: 이철